# Still Cyco After All These Years
Still Cyco After All These Years è il sesto album dei Suicidal Tendencies, pubblicato nel 1994 dall'etichetta discografica Epic Records per la Sony Music Inc.
È stato registrato ai Rumbo Studios e al Titan Studio, prodotto da Mark Dodson e Mike Muir, arrangiato da Mark Dodson e missato agli A&M Studios. L'album, registrato nel 1990 durante le sessioni di Lights Camera Revolution, è ufficialmente una riedizione del primo disco, Suicidal Tendencies (1983) con l'aggiunta di tre canzoni inedite. Il batterista R. J. Herrera ha registrato le parti di batteria ma non faceva più parte del gruppo al momento dell'uscita dell'album.

## Tracce
1. Suicide's an Alternative / You'll Be Sorry (Mike Muir) - 2:26
2. Two-Sided Politics (Muir, Louiche Mayorga) - 1:03
3. Subliminal (Muir) - 2:48
4. I Shot the Devil (Muir) - 1:50
5. Won't Fall in Love Today (Muir) - 0:51
6. Institutionalized (Muir, Mayorga) - 3:30
7. War Inside My Head * (Muir, Mayorga) - 3:29
8. Don't Give Me Your Nothin' ** (Suicidal Tendencies) - 4:04
9. Memories of Tomorrow (Muir) - 0:55
10. Possessed (Muir) - 2:02
11. I Saw Your Mommy (Muir) - 4:51
12. Fascist Pig (Muir) - 1:13
13. A Little Each Day * (Muir) - 3:52
14. I Want More (Muir, Mayorga) - 2:09
15. Suicidal Failure (Muir) - 2:40

* = Presente in versione originale nell'album Join the Army (1983).

** = B-side del singolo Send Me Your Money dall'album Lights Camera Revolution (1990).

## Formazione
- Mike Muir - voce
- Rocky George - chitarra solista
- Mike Clark - chitarra ritmica
- Robert Trujillo - basso
- R. J. Herrera - batteria